# Wereldkampioenschappen openwaterzwemmen 2017
De wereldkampioenschappen openwaterzwemmen 2017 werden van 15 tot en met 21 juli 2017 gehouden in het Balatonmeer in Hongarije. Het toernooi was integraal onderdeel van de wereldkampioenschappen zwemsporten 2017.

## Programma
| Onderdeel       | Juli | Juli | Juli | Juli | Juli | Juli | Juli |
| Onderdeel       | 15   | 16   | 17   | 18   | 19   | 20   | 21   |
| --------------- | ---- | ---- | ---- | ---- | ---- | ---- | ---- |
| 5 km (m)        | Goud |      |      |      |      |      |      |
| 10 km (m)       |      |      |      | Goud |      |      |      |
| 25 km (m)       |      |      |      |      |      |      | Goud |
|                 |      |      |      |      |      |      |      |
| 5 km (v)        |      |      |      |      | Goud |      |      |
| 10 km (v)       |      | Goud |      |      |      |      |      |
| 25 km (v)       |      |      |      |      |      |      | Goud |
|                 |      |      |      |      |      |      |      |
| Landenwedstrijd |      |      |      |      |      | Goud |      |
| Totaal          | 1    | 1    |      | 1    | 1    | 1    | 2    |

## Medailles

### Mannen
| Onderdeel | Goud | Goud                 | Zilver | Zilver            | Brons | Brons                |
| --------- | ---- | -------------------- | ------ | ----------------- | ----- | -------------------- |
| 5 km      | FRA  | Marc-Antoine Olivier | ITA    | Mario Sanzullo    | GBR   | Timothy Shuttleworth |
| 10 km     | NED  | Ferry Weertman       | USA    | Jordan Wilimovsky | FRA   | Marc-Antoine Olivier |
| 25 km     | FRA  | Axel Reymond         | FRA    | Matteo Furlan     | RUS   | Jevgeni Drattsev     |

### Vrouwen
| Onderdeel | Goud | Goud              | Zilver | Zilver                | Brons | Brons             |
| --------- | ---- | ----------------- | ------ | --------------------- | ----- | ----------------- |
| 5 km      | USA  | Ashley Twichell   | FRA    | Aurélie Muller        | BRA   | Ana Marcela Cunha |
| 10 km     | FRA  | Aurélie Muller    | ECU    | Samantha Arévalo      | BRA   | Ana Marcela Cunha |
| 10 km     | FRA  | Aurélie Muller    | ECU    | Samantha Arévalo      | ITA   | Arianna Bridi     |
| 25 km     | BRA  | Ana Marcela Cunha | NED    | Sharon van Rouwendaal | ITA   | Arianna Bridi     |

### Gemengd
| Onderdeel       | Goud | Goud                                                                | Zilver | Zilver                                                         | Brons | Brons                                                               |
| --------------- | ---- | ------------------------------------------------------------------- | ------ | -------------------------------------------------------------- | ----- | ------------------------------------------------------------------- |
| Landenwedstrijd | FRA  | Oceane Cassignol Logan Fontaine Aurélie Muller Marc-Antoine Olivier | USA    | Brendan Casey Ashley Twichell Haley Anderson Jordan Wilimovsky | ITA   | Rachele Bruni Giulia Gabbrielleschi Federico Vanelli Mario Sanzullo |

### Medaillespiegel
| Plaats | Land                | Goud | Zilver | Brons | Totaal |
| 1      | Frankrijk           | 4    | 1      | 1     | 6      |
| 2      | Verenigde Staten    | 1    | 2      | 0     | 3      |
| 3      | Nederland           | 1    | 1      | 0     | 2      |
| 4      | Brazilië            | 1    | 0      | 2     | 3      |
| 5      | Italië              | 0    | 2      | 3     | 5      |
| 6      | Ecuador             | 0    | 1      | 0     | 1      |
| 7      | Verenigd Koninkrijk | 0    | 0      | 1     | 1      |
| 7      | Rusland             | 0    | 0      | 1     | 1      |
| Totaal | Totaal              | 7    | 7      | 8     | 22     |